# Conjetura
Por conjetura se entiende el juicio que se forma (moral, ético o matemático) de las cosas o sucesos por indicios u observaciones.
En matemáticas, el concepto de conjetura se refiere a una afirmación  o una proposición  que se supone cierta, pero que no ha sido demostrada ni refutada hasta la fecha. Una vez que se demuestra la veracidad de una conjetura, esta pasa a ser considerada un teorema de pleno derecho y puede utilizarse como tal para construir otras demostraciones formales. Algunas conjeturas, como la hipótesis de Riemann (todavía una conjetura) o el último teorema de Fermat (una conjetura hasta que Andrew Wiles lo demostró en 1995), han dado forma a gran parte de la historia matemática como nuevas áreas de las matemáticas se desarrollan con el fin de demostralos.

## Conjeturas en matemáticas
Hasta hace poco la conjetura más conocida era el llamado último teorema de Fermat, mal llamado así porque, aunque Pierre de Fermat afirmó haber encontrado una demostración, no se ha podido encontrar ninguna entre sus escritos tras su muerte. Esta conjetura burló a la comunidad matemática durante más de tres siglos hasta que Andrew Wiles la demostró al fin en 1993 y la elevó al rango de teorema.
Estas son algunas de las conjeturas más famosas:
- No hay números perfectos impares.
- Conjetura de Goldbach
- Conjetura de los números primos gemelos
- Conjetura de Collatz
- Hipótesis de Riemann
- P ≠ NP
- Conjetura de Poincaré (demostrada por Grigori Perelmán)
- Conjetura abc

### Último teorema de Fermat
En teoría de números, el último teorema de Fermat (a veces llamado conjetura de Fermat, especialmente en textos más antiguos) establece que no hay tres números enteros positivos {\displaystyle a}, {\displaystyle b}, y {\displaystyle c} que puedan satisfacer la ecuación {\displaystyle a^{n}+b^{n}=c^{n}} para cualquier valor entero de {\displaystyle n} mayor que dos.
Este teorema fue conjeturado por primera vez por Pierre de Fermat en 1637 en el margen de una copia de Arithmetica, donde afirmó que tenía una prueba que era demasiado grande para caber en el margen. La primera prueba exitosa fue lanzada en 1994 por Andrew Wiles, y publicada formalmente en 1995, después de 358 años de esfuerzo por parte de los matemáticos. El problema no resuelto estimuló el desarrollo de la teoría algebraica de números en el siglo XIX y la demostración del teorema de modularidad en el siglo XX. Es uno de los teoremas más notables de la historia de las matemáticas, y antes de su demostración estaba en el Libro Guinness de los Récords Mundiales como uno de  "los problemas matemáticos más difíciles".

### Teorema de los cuatro colores

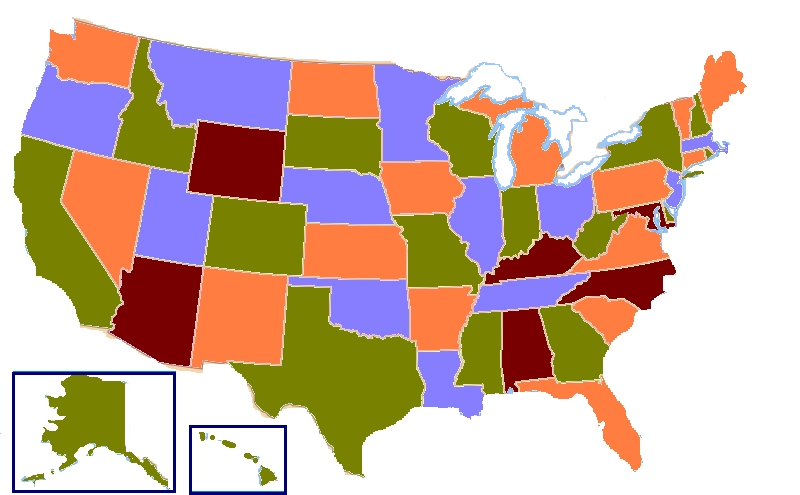
Un mapa de cuatro colores de los estados de los Estados Unidos (ignorando los lagos).

En matemáticas, el teorema de los cuatro colores, o el teorema del mapa de cuatro colores, establece que dada cualquier separación de un plano en regiones contiguas, para producir una figura llamada mapa, no se requieren más de cuatro colores para colorear las regiones del mapa, por lo que no hay dos regiones adyacentes que tengan el mismo color. Dos regiones se denominan adyacentes si comparten un límite común que no es una esquina, donde las esquinas son los puntos compartidos por tres o más regiones. Por ejemplo, en el mapa de los Estados Unidos de América, Utah y Arizona son adyacentes, pero Utah y Nuevo México, que solo comparten un punto que también pertenece a Arizona y Colorado, no lo son.
Möbius mencionó el problema en sus conferencias ya en 1840. La conjetura se propuso por primera vez el 23 de octubre de 1852 cuando Francis Guthrie, mientras intentaba colorear el mapa de las regiones de Inglaterra, notó que solo cuatro colores diferentes eran necesario. El teorema de los cinco colores, que tiene una breve demostración elemental, establece que cinco colores son suficientes para colorear un mapa y fue probado a finales del siglo XIX; sin embargo, demostrar que cuatro colores son suficientes resultó ser significativamente más difícil. Han aparecido varias demostraciones falsas y contraejemplos falsos desde la primera declaración del teorema de los cuatro colores en 1852.
El teorema de los cuatro colores fue finalmente probado en 1976 por Kenneth Appel y Wolfgang Haken. Fue el primer teorema importante que se demostró utilizando una computadora. El enfoque de Appel y Haken comenzó mostrando que hay un conjunto particular de 1936 mapas, cada uno de los cuales no puede ser parte de un contraejemplo de menor tamaño para el teorema de los cuatro colores (es decir, si aparecieran, se podría hacer un contraejemplo más pequeño). Appel y Haken utilizaron un programa informático de propósito especial para confirmar que cada uno de estos mapas tenía esta propiedad. Además, cualquier mapa que pueda ser un contraejemplo debe tener una parte que se parezca a uno de estos 1.936 mapas. Mostrando esto con cientos de páginas de análisis a mano, Appel y Haken concluyeron que no existe un contraejemplo más pequeño porque cualquiera debe contener, pero no contener, uno de estos 1.936 mapas. Esta contradicción significa que no hay contraejemplos en absoluto y que, por lo tanto, el teorema es verdadero. Inicialmente, la demostración asistida por computadora no era factible para que un humano la verificara a mano. Sin embargo, la demostración ha ganado desde entonces una aceptación más amplia, aunque aún quedan dudas.

### Conjetura de Poincaré
En matemáticas, la conjetura de Poincaré es un teorema sobre la caracterización de la 3-esfera, que es la hiperesfera que delimita la bola unitaria en el espacio de cuatro dimensiones. La conjetura establece que:
La esfera cuatridimensional, también llamada 3-esfera o hiperesfera, es la única variedad compacta cuatridimensional en la que todo lazo o círculo cerrado (1-esfera) se puede deformar (transformar) en un punto. Este último enunciado es equivalente a decir que solo hay una variedad cerrada y simplemente conexa de dimensión 3: la esfera cuatridimensional.
Una forma equivalente de la conjetura implica una forma de equivalencia más burda que el homeomorfismo llamado equivalencia de homotopía: si una variedad 3 es homotopía equivalente a la esfera 3, entonces es necesariamente homeomórfica para ella.
Conjeturado originalmente por Henri Poincaré, el teorema se refiere a un espacio que localmente se parece a un espacio tridimensional ordinario, pero está conectado, es de tamaño finito y carece de cualquier límite (una variedad tridimensional cerrada). La conjetura de Poincaré afirma que si tal espacio tiene la propiedad adicional de que cada bucle en el espacio puede ajustarse continuamente a un punto, entonces es necesariamente una esfera tridimensional. Un resultado análogo se conoce desde hace algún tiempo en dimensiones superiores.
Después de casi un siglo de esfuerzo por parte de los matemáticos, Grigori Perelman presentó una demostración de la conjetura en tres artículos disponibles en 2002 y 2003 en arXiv. La demostración está basada en el programa de Richard S. Hamilton para utilizar el flujo de Ricci para intentar resolver el problema. Más tarde, Hamilton introdujo una modificación del flujo de Ricci estándar, llamado flujo de Ricci con cirugía para extirpar sistemáticamente regiones singulares a medida que se desarrollan, de forma controlada, pero no pudo probar que este método "convergía" en tres dimensiones. Perelman completó esta parte de la demostración. Varios equipos de matemáticos han verificado que la demostración de Perelman es correcta.
La conjetura de Poincaré, antes de ser probada, era una de las cuestiones abiertas más importantes en topología.

### Problema P versus NP
El problema P versus NP es un importante problema sin resolver en informática. Informalmente, se pregunta si cada problema cuya solución puede ser rápidamente verificada por un ordenador también puede ser rápidamente resuelto por un ordenador; es ampliamente conjeturado que la respuesta es no. Esencialmente, se mencionó por primera vez en una carta de 1956 escrita por Kurt Gödel a John von Neumann.  Gödel preguntaba si un determinado problema NP-completo podía resolverse en tiempo cuadrático o lineal. El enunciado preciso del problema P=NP fue introducido en 1971 por Stephen Cook en su artículo seminal «La complejidad de los procedimientos de demostración de teoremas» y es considerado por muchos como el problema abierto más importante en el campo. Es uno de los siete Problemas del milenio seleccionados por el Instituto Clay de Matemáticas para otorgar un premio de 1.000.000 de dólares a la primera solución correcta.

## Resolución de conjeturas

### Demostración
Las matemáticas formales se basan en verdades demostrables. En matemáticas, cualquier número de casos que apoyen una conjetura cuantificada universalmente, sin importar cuán grande sea, es insuficiente para establecer la veracidad de la conjetura, ya que un solo contraejemplo podría derribar la conjetura inmediatamente. Las revistas de matemáticas a veces publican los resultados menores de los equipos de investigación que han extendido la búsqueda de un contraejemplo más allá de lo que se había hecho anteriormente. Por ejemplo, la conjetura de Collatz, que se refiere a si ciertas secuencias de números enteros terminan o no, ha sido probada para todos los números enteros hasta 1.2 × 10 12 (más de un billón). Sin embargo, el hecho de no encontrar un contraejemplo después de una búsqueda extensa no constituye una prueba de que la conjetura sea verdadera, porque la conjetura podría ser falsa pero con un contraejemplo mínimo muy grande.
Sin embargo, los matemáticos a menudo consideran que una conjetura está fuertemente respaldada por evidencia, aunque aún no haya sido probada. Esa evidencia puede ser de varios tipos, como la verificación de sus consecuencias o fuertes interconexiones con resultados conocidos.
Una conjetura se considera probada solo cuando se ha demostrado que es lógicamente imposible que sea falsa. Existen varios métodos para hacerlo; ver métodos de demostración matemática para más detalles.
Un método de demostración, aplicable cuando sólo hay un número finito de casos que podrían dar lugar a contraejemplos, se conoce como " fuerza bruta ": en este enfoque, se consideran todos los casos posibles y se demuestra que no dan contraejemplos. En algunas ocasiones, el número de casos es bastante grande, en cuyo caso una prueba de fuerza bruta puede requerir en la práctica el uso de un algoritmo informático para verificar todos los casos. Por ejemplo, inicialmente se puso en duda la validez de las pruebas de fuerza bruta de 1976 y 1997 del teorema de los cuatro colores por computadora, pero finalmente se confirmó en 2005 mediante un software de demostración de teoremas.
Cuando una conjetura ha sido demostraba, ya no es una conjetura sino un teorema. Muchos teoremas importantes fueron alguna vez conjeturas, como el teorema de geometrización (que resolvió la conjetura de Poincaré), el último teorema de Fermat y otros.

### Refutación
Las conjeturas refutadas mediante contraejemplos a veces se denominan conjeturas falsas (cf. la conjetura de Pólya y la conjetura de la suma de poderes de Euler ). En el caso de este último, el primer contraejemplo encontrado para el caso n = 4 involucró números en millones, aunque posteriormente se ha encontrado que el contraejemplo mínimo es en realidad más pequeño.
Conjeturas independientes 
No todas las conjeturas terminan siendo verdaderas o falsas. La hipótesis del continuo , que trata de determinar la relación de cardinalidad de ciertos conjuntos infinitos , fue finalmente demostrado ser independiente del conjunto generalmente aceptada de axiomas Zermelo-Fraenkel de la teoría de conjuntos. Por lo tanto, es posible adoptar este enunciado, o su negación, como un nuevo axioma de manera consistente (tanto como el postulado paralelo de Euclides puede tomarse como verdadero o falso en un sistema axiomático para la geometría).
En este caso, si una prueba usa esta declaración, los investigadores a menudo buscarán una nueva prueba que no requiera la hipótesis (de la misma manera que es deseable que las declaraciones en geometría euclidiana se prueben usando solo los axiomas de geometría neutra, es decir, sin el postulado paralelo). La única excepción importante a esto en la práctica es el axioma de elección , ya que la mayoría de los investigadores generalmente no se preocupan si un resultado lo requiere, a menos que estén estudiando este axioma en particular.

## Demostraciones condicionales
A veces, una conjetura se llama hipótesis cuando se usa con frecuencia y repetidamente como suposición en las demostraciones de otros resultados. Por ejemplo, la hipótesis de Riemann es una conjetura de la teoría de números que, entre otras cosas, hace predicciones sobre la distribución de números primos. Pocos teóricos de los números dudan de que la hipótesis de Riemann sea cierta. De hecho, en previsión de su eventual prueba, algunos incluso han procedido a desarrollar más pruebas que dependen de la verdad de esta conjetura. Estas se denominan demostraciones condicionales: las conjeturas asumidas aparecen en las hipótesis del teorema, por el momento.
Estas "demostraciones", sin embargo, se desmoronarían si resultara que la hipótesis es falsa, por lo que existe un interés considerable en verificar la veracidad o falsedad de conjeturas de este tipo.